# Gentiana leucantha
Gentiana leucantha är en gentianaväxtart som beskrevs av Harry Smith. Gentiana leucantha ingår i släktet gentianor, och familjen gentianaväxter. Inga underarter finns listade i Catalogue of Life.